# Pauline (personaggio)
Pauline (ポリーン?, Porīn) è un personaggio dei franchise di Mario e Donkey Kong.
Appare per la prima volta nel videogioco Donkey Kong (1981) con il nome di Lady (レディ?, Redi). Nel videogioco e nel remake per Game Boy, anch'esso intitolato Donkey Kong, Pauline viene rapita dal gorilla Donkey Kong e salvata da Mario.
Nel 1983 compare in quattro episodi della serie televisiva animata Saturday Supercade.
Pauline compare nuovamente nei videogiochi Mario vs. Donkey Kong 2: La Marcia dei Minimario, Mario vs. Donkey Kong: Minimario alla riscossa e Mario vs. Donkey Kong: Parapiglia a Minilandia. In questi titoli è bruna, come nella versione per Game Boy di Donkey Kong, mentre nel videogioco originale era bionda. Nel videogioco Super Mario Odyssey è il sindaco di New Donk City. In questa versione appare come personaggio giocante in Mario Kart Tour. Pauline sarà presente anche come co-protagonista in Donkey Kong Bananza dove si allea con DK per sventare i malvagi piani della Void Co.
Il personaggio è inoltre visibile in Pinball e in Animal Crossing.

## Apparizioni
- Donkey Kong - Nintendo Entertainment System e Arcade - 1981
- Pinball - Nintendo Entertainment System - 1983
- Donkey Kong - Game Boy- 1994
- Mario vs. Donkey Kong - Game Boy Advance - 2004
- Mario vs. Donkey Kong 2: La Marcia dei Minimario - Nintendo DS - 2006
- Mario vs. Donkey Kong: Minimario alla riscossa - Nintendo DS - 2009
- Mario vs. Donkey Kong: Parapiglia a Minilandia - Nintendo DS - 2010
- Mario and Donkey Kong: Minis on the Move - Nintendo 3DS - 2013
- Super Smash Bros. for Nintendo 3DS e Wii U - Nintendo 3DS e Wii U - 2014
- Mario vs. Donkey Kong: Tipping Stars - Nintendo 3DS e Wii U - 2015
- Super Mario Odyssey - Nintendo Switch - 2017
- Mario Tennis Aces - Nintendo Switch - 2018 (come DLC)
- Super Smash Bros. Ultimate - Nintendo Switch - 2018
- Mario Kart Tour - Android e iOS - 2019
- Mario Golf: Super Rush - Nintendo Switch - 2021
- Mario Kart 8 Deluxe - Nintendo Switch - 2023
- Super Mario Party Jamboree - Nintendo Switch - 2024
- Mario Kart World - Nintendo Switch 2 - 2025
- Donkey Kong Bananza - Nintendo Switch 2 - 2025